# كلايف هايوود
كلايف هايوود (بالإنجليزية: Clive Haywood) (25 نوفمبر 1947 في المملكة المتحدة - ) هو لاعب كرة قدم بريطاني في مركز الهجوم. لعب مع كوفنتري سيتي ونادي مارغيت وواشنطن ديبلومتس ونادي سيكو ‏ ونادي بولوفا ‏.

## وصلات خارجية
- كلايف هايوود على موقع قاعدة بيانات كرة القدم.إي يو (الإنجليزية)